# إيملي هنتر
إيملي هنتر هي كاتِبة كندية، ولدت في 20 مايو 1984 في فانكوفر في كندا.